# Karaczan prusak

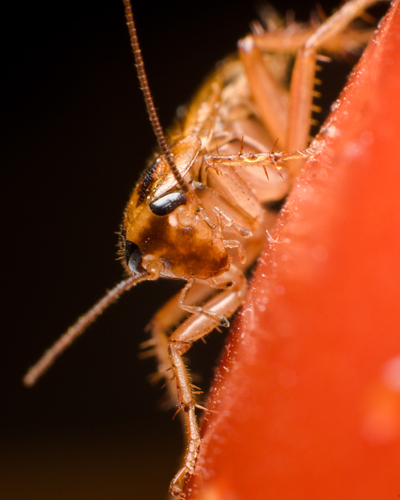
Prusak na pomidorze

Karaczan prusak (Blattella germanica) – gatunek karaczana z rodziny zadomkowatych i podrodziny Blattellinae.

## Taksonomia
Gatunek opisany został w 1767 roku przez Karola Linneusza jako Blatta germanica. Dawniej umieszczany w rodzinie Blattidae i podrodzinie Pseudomopinae.

## Opis
Ciało długości od 10 do 13,3 mm. Ubarwienie ciała i odnóży brudnożółte z czerwonawym odcieniem. Przedplecze długości od 2,4 do 3,3 mm, opatrzone dwoma podłużnymi, brunatnymi pasami. Pokrywy 9,7 do 12 mm długie, dłuższe niż odwłok, brudnożółte, o żyłkach poprzecznych nieprzyciemnionych. Tylne skrzydła dobrze rozwinięte. Płytka nadodbytowa wydłużona. Ooteka podłużna.

## Biologia
Karaczan prusak wydziela w swoich odchodach 1-dimetyloamino-2-metylo-2-propanol, który jest kontaktowym, markującym terytorium feromonem.

## Pochodzenie
Karaczan prusak (Blattella germanica) pochodzi od azjatyckiego karaczana, który zamieszkiwał tereny obecnej Mjanmy i Indii. Badania genetyczne wskazują, że prusak wyewoluował z populacji tych karaczanów i rozprzestrzenił się na inne kontynenty poprzez handel i migracje ludności. Współczesne analizy DNA potwierdzają, że prusak zachował wiele cech swoich azjatyckich przodków, co sugeruje jego bliskie pokrewieństwo z pierwotnymi populacjami z Azji Południowej.

## Rozprzestrzenienie
Gatunek kosmopolityczny, wywodzący się z Azji. W Polsce synantropijny, zasiedlający mieszkania i piekarnie.